# Laudenbach (Bavière)
Pour les articles homonymes, voir Laudenbach.
Laudenbach est une commune de Bavière (Allemagne), située dans l'arrondissement de Miltenberg, dans le district de Basse-Franconie.